# Eupithecia magnaria
Eupithecia magnaria är en fjärilsart som beskrevs av Bohatsch 1893. Eupithecia magnaria ingår i släktet Eupithecia och familjen mätare. Inga underarter finns listade i Catalogue of Life.